# Бэньси-Маньчжурский автономный уезд
Бэньси́-Маньчжу́рский автоно́мный уе́зд (кит. упр. 本溪满族自治县, пиньинь Běnxī Mǎnzú zìzhìxiàn) — автономный уезд в городском округе Бэньси, провинция Ляонин, КНР. Уезд назван по озеру Бэньсиху.

## История
В 1906 году был создан уезд Бэньси (本溪县). В 1952 году он был расформирован, а его земли перешли под юрисдикцию города Бэньси.
В 1956 году уезд Бэньси был создан вновь; его власти разместились в городе Бэньси. В 1960 году правление уезда переехало в посёлок Сяоши.
В 1989 году уезд Бэньси был преобразован в Бэньси-Маньчжурский автономный уезд.

## Административное деление
Уезд делится на 1 уличный комитет, 10 посёлков и 1 волость.